# Fishmans
 
Fishmans（Fisshumanzu），日本樂團，1987年在港区(东京都)成立。Fishmans以其独特的迷幻音响，主唱佐藤伸治特有的声线，鼓手茂木欣一雷鬼风格的演奏和贝斯手柏原让律动的bassline而闻名。1999年，随着主唱佐藤伸治的突然离世，在当时还属于地下樂團的Fishmans就此解散。在解散之后，Fishmans在互联网上受到了全球性的邪典追捧。在James Hadfield于2019年为日本时报撰写的文章中这样写道：他们的专辑空中漫步和Long season是日本摇滚乐不容質疑的里程碑和典范。

## 乐队史

### 1987–1995:最初的8年
Fishmans在1987年的初夏成立于港区(东京都)。来自明治大学的创始成员们分别为：佐藤伸治(主唱，吉他手，小号手)、茂木欣一(鼓手，伴唱，采样)和小嶋謙介(吉他手，伴唱)。樂團的第一个DemoBlue Summer本应在樂團成立的同年由佐藤制作，但至今仍未完成。1988年五月，Fishmans开始在东京的一些livehouse进行演出，同年8月，贝斯手柏原让加入樂團。他们的第一次录音在1989年发行的选集Panic Paradise里，其早期的两首录音夹杂在4个斯卡曲風的樂團之间。1990年3月，键盘手Hakase-Sun(ハカセ・サン)将加入樂團，樂團队在Shibuya(渋谷)La.mama进行了其首次独奏演出。同年10月，樂團毫不迟疑地接受了来自日本部維京唱片(后改名为media remoras)的签约。同年11月，键盘手Hakase-Sun正式加入樂團，在1991年3月于Shibuya Club Quattro的首次正式表演前组成了樂團的五人阵容。在出现在Panic Paradise约两年后，由音乐人Kazufumi Kodama制作的樂團首张专辑Chappie Don't Cry(1991)发行了。同年，樂團已经在4月21日发布他们的首个单曲Hikouki。Kodama先前已经依靠组建知名的Dub樂團Mute Beat小有名气，而他对与Fishmans制作Chappie Don't Cry的提议只是：“我们做张慢摇滚专辑吧。”在首专之后，Kodama没有再参与任何Fishmans的活动，但这张专辑仍被许多乐迷认为是樂團最“雷鬼”的专辑。制作人ZAK在那年6月的一张live中亮相，标志着他与佐藤之间合作的开始。
同年晚些时候，Fishmans 的首张EPCorduroy's Mood发行。这张EP涩谷系雷鬼的风格更加突出，是樂團成员集思广益的成果，体现其更加精湛的演奏技巧和愈加丰富的编曲。樂團想用四首歌来描绘“冬天的感觉”，但由于其实验性，风格与首专的差别较大。樂團迅速发展出一种非常随性的声音（主要受雷鬼和Dub的影响，但也包括摇滚、流行、鼓打贝斯、嘻哈、斯卡等元素），并与佐藤独特的如同雌雄同体的唱腔相结合，慢慢地在日本的地下音乐界赢得了巨大的认可。
1992年，日本广播公司富士电视台邀请他们为电视节目90 Days Totenam Pub创作主题曲。为此，樂團创作了 "100mm-Chottono"的第一个版本。这首歌在当年1月至3月的节目中作为暖场曲播出，该樂團在2月5日将这首歌曲作为单曲发行。
1992年5月至6月，Fishmans与日本音乐家久保田春夫（Haruo Kubota）一起制作录音。对录音时的创作过程，我们知之甚少，然而已知的是，在喝了一夜的清酒后，久保田在半夜叫樂團去录音室录音，让樂團成员十分地混乱和尴尬。这标志着樂團与这位音乐家关系的结束，因为他们在10月21日发行了第二张专辑"King Master George"。这张唱片的风格更加实验，从融合爵士到阳光流行，把多种风格揉在一起呈现，看看会有如何反响。这包括对 "100ミリちょっとの "的重塑，以及引入像 "Nantettano"和"Tayorinai Tenshi"这样较新的经典作品。尽管这张唱片是如此的实验，Fishmans总是能成功地避免雷鬼的窠臼，维持住了由茂木欣一和柏原让的慢拍摇滚节奏部分确立的dub根基。
第二年，即1993年，Fishmans与ZAK在录音棚进行了首次合作，于2月19日发行了Walkin。这张专辑评价很高，这使得ZAK在5月的另一次录音中继续与他们合作。随后，樂團又创作了他们的单曲Ikareta Baby，这首令人震惊的流行歌曲让樂團在发行时在电台播放，成为他们的第一首热门歌曲。这推动了他们与ZAK的更多合作，包括发行他们的第三张唱片Neo Yankees' Holiday，上述两首歌曲，以及经典 "Smilin' Days, Summer Holiday"。这张唱片延续了Fishmans的风格，具有明显的dub色彩，整个唱片遍布愉快的旋律和温情的色彩。樂團在发行这张唱片后，在Shibuya Parco，Shinsaibashi Club Quattro，和Nissin Power Station等地进行了许多现场表演。从当年11月1日到年底，他们在东京进行巡回演出，并把演奏向贴近摇滚的风格发展，为第四张专辑的发行做准备。
1994年2月2日，Fishmans发行了他们的EP Go Go Round This World!，在Neo Yankees'Holiday之后更具有放克的色彩。这首单曲包括Smilin'Days, Summer Holiday的一个很流行的重新混音的版本，将这首悠闲的dub曲子转变为充满活力和爆炸性的即兴，预示着他们下一张专辑的感觉。这段快节奏的时间导致吉他手小嶋謙介在当年5月离开了樂團，留下这个四人樂團在没有他的情况下继续前进。尽管吉他手突然离开，但该樂團仍在6月17日发布了他们的第二首名为Melody的单曲，这是一首以钢琴为基础的动人的作品，成为Fishmans未来最重要的单曲之一。这也是Fishmans第一次发行黑胶，单曲被刻在12寸黑胶上，数量有限(1000张)，仅在现场出售。在Melody之后，他们设法招募了Buffalo Daughter的吉他手suGar Yoshinaga为他们的下一张专辑录音。10月21日，单曲My Life和新专辑Orange同时发行，更明确确立了向放克发展的方向，同时也重制了Melody。该专辑中的某些曲目，如"Kaerimichi"，预示着他们在90年代后期会开始创作梦幻流行音乐。随着1995年的到来，樂團在这些风格上走得更深入，更远，这个樂團如同一条“变色龙”，不断地寻找着自己音乐的极限。

### 1995–1998:Kūchū Camp（）,Long Season, 和Uchū Nippon Setagaya（）
1995年3月17日，Fishmans在为庆祝Orange的发行而进行的五城巡演之后，发行了他们的第一张现场专辑Oh! Mountain。然而，这张专辑并不是一张“真正的现场专辑”，因为其中的大部分内容都是由ZAK在录音室里重新混音的，为使其在家里听起来更有趣和耐听。专辑中的录音取自他们之前的11场音乐会。
就在Oh! Mountain发行后的春天，FIshmans与宝丽多唱片签约。Polydor为该樂團提供了一个属于樂團自己的录音室，Waikiki Beach。8月，他们在Waikiki Beach开始录制新唱片。那年9月，樂團举行了一场名为Let's Polydor的现场音乐会，以庆祝他们离开Media Remoras。不幸的是，Hakase-Sun在这场音乐会后立即离开了樂團，这也意味着剩余的三人将在他们接下来的唱片中将邀请其他乐手合作，主要是A Decade-In Fake（后来的Honzi's World）的Honzi（键盘、小提琴、手风琴和人声）和Hicksville的Shinya Kogure（吉他）。 ZAK在混音方面技艺的进展也为樂團的第二发展阶段添砖加瓦。他们的声音进一步变化，融入了太空摇滚、氛围音乐和些许迷幻元素。歌曲的长度和规模也继续增长，因为这些新出现的技术全都发源于樂團的dub根基。在这次重大的成员变动之后，Fishmans在11月25日发行了可能是樂團最知名的单曲"Nightcruising"。这首歌是向梦幻流行的一个十分突然但听众又喜闻乐见的转变，也是他们下一张录音室专辑的先行曲。
1996年2月1日，Fishmans发行了他们的第五张录音室专辑 Kūchū Camp，体现了樂團简洁而天马行空的奇思妙想。制片人ZAK和作曲佐藤经常一起制作录音，创造出简练的歌曲，而不是一味地填积成堆的声响，这有助于直白、清楚和更直截了当的表达。这一点，加上该樂團更明显的梦幻的感觉，让樂團成为了一个真正的、受承认的的摇滚樂團。从这张专辑开始，梦幻流行成为了Fishmans的主要音乐风格，也让这一阶段的作品与早期结构简单的雷鬼音乐区分开来。这张专辑还被印在限量版的彩胶上，这张专辑也是Fishmans的第一张以黑胶唱片为载体的专辑。为了庆祝专辑的成功发行，他们开始了一轮名为 年轻也有历史的10场巡演。这张唱片后来以DVD录像带为载体发行。在这些巡演中，吉他手Michigo "Darts" Sekiguchi同意今后对Fishmans提供支持。在3月27日，Fishmans单独发行了Kūchū Camp中最流行的抓耳而令人上头的单曲 Baby Blue ，这首歌让人想起Fishmans更感性、更柔和的一面，与他们的梦幻色彩交相辉映。
尽管他们取得了相对的大规模成功，佐藤和公司发现尝试新的音响和新的项目会很吸引人。从7月开始，樂團开始录制单曲Season，以预告他们即将发行的全长专辑 Long Season，这是一首35分钟长的史诗，基于Season，并分为五个部分。樂團在8月完成了Season的录制，然而它在9月25日才发行，Long Season在10月25日发行。这张专辑在他们的Waikiki Beach私人录音棚录制。专辑的歌词和声音都由佐藤个人创作，特点鲜明，让人如同身在季节流转的梦境中。因为它的实验性和前无古人的结构，这张专辑成为了他们在地下音乐界最知名的专辑。专辑发行后，Fishmans第一次完整地演奏了这首歌，而且每次演奏时，樂團会做一些变动，这样每一次的演奏就不会完全相同。快年底时，Fishmans在神户、名古屋和东京进行了名为Long Season '96～'97的新一轮巡演。
从1997年2月到6月，Fishmans一直在他们的Waikiki Beach工作室录音，这也是他们为时最长的一次录制。在刚开始录音时，他们使用了音乐软件Pro Tools进行录音，用此软件完成了整个作品。7月2日，他们的单曲 Magic Love发行，以宣告他们的下一张专辑即将出世，专辑的B面是由Tokyo No. 1 Soul Set fame的Hiroshi Kawabe制作的一个混音版。Fishmans早与该樂團建立了友谊，而这次混音也巩固了两个樂團之间的友谊。
他们的最后一张录音室专辑Uchū Nippon Setagaya于7月24日发行，与他们以前的唱片相比，这张专辑更加有氛围感。在歌词方面，这张专辑专注于日常，世界观也令人遐想，这也是唱片标题的灵感来源，从太空稳步降落到日本，再抵达世田谷市。这张专辑包括单曲 Magic Love，以及标志性的"Walking in the Rhythm", "Weather Report"和其他曲目，让这张唱片他们的创作中脱颖而出，成为经典。为了宣传，他们开始了名为Uchū Nippon Okudaizumu的巡演，即在日本的12场演出。
四轨混音版的EPWalking in the Rhythm也在10月22日发行，让听众们感觉到他们新颖而富有趣味的创作意图，以及该樂團对这首歌的喜爱。随后，他们在大阪、名古屋和东京进行了Walking In the 奥田イズム巡演，其中有一场完整的音乐会（12月12日进行）在1998年2月22日由Space Shower TV播出。Fishmans在整个1998年期间多次出现在Space Shower TV上，之后在2007年也发行了三集DVD，记录了他们在该节目中的亮相。这些节目包括了许多罕见的现场音乐会和采访，以及第2集中Long Season的MV和第3集中Walking in the Rhythm和Sore wa Tada no Kibun sa长达半小时的dub mix。
从年初开始，也即在1997年他们在自己的工作室以及Polydor的工作室进行现场演出后，Fishmans开始制作新的现场专辑。与此同时，在3月，他们在日本的四处地方再次举行了 Teion Basshu巡演。他们的现场专辑在5月完成，8月19日发行，名为 8 Tsuki no Genjō。这是一张经过重新混音和重制的1996年至1998年的最佳现场表演精选集。这张专辑的混音风格与他们之前的现场 Oh! Mountain有很大的相似之处，因此这两张专辑也很容易放到一起来比较。为了宣传，樂團在8月进行了一次同名的巡演，10月10日在Hibiya Open-Air Concert Hall结束，在 Hibiya Open-Air Concert Hall的演出中樂團完整地表演了他们未发行的歌曲 "A Piece of Future"，这首歌似乎预示着樂團将转向后摇的创作。
同年7月，樂團开始创作一首更长的新歌，名为"Yurameki in the Air"，这是一首长达13分钟的歌，在他们的任何一张专辑中都找不到相似的作品，尽管与他们之前的宇宙 日本 世田谷的录音风格相同。这种乐章形式的歌曲结构与他们的前一张唱片Long Season'类似，尽管没有达到同样宏大的规模。然而，在该单曲12月2日发行后，樂團成员柏原让表示没有继续他的音乐生涯的意愿，选择在第二年到来时离开樂團。

### 1998–2004:“男人的送别”（），但送走了另一个人
1998年12月，Fishmans举办了5场名为“男人的送别”的特别现场，为与贝斯手柏原做最后的告别。巡演以两场紧邻的演出结束，一场在12月27日，另一场在28日，都在港区的Akasaka Blitz演出。
1998年12月28日，Fishmans举行了他们的最后一场音乐会。那晚，他们演奏了许多最热门的歌曲，并以Long Season作为结束。若不出意外，这将是柏原与乐队的最后一次演出。佐藤和茂木欣一计划继续Fishmans的事业。佐藤伸治于1999年3月15日与世长辞。Fishmans的最后一场音乐会以现场专辑《98.12.28 男人的送别》于1999年9月29日发行，这张专辑在评论界和粉丝圈中广受好评。（值得一提的是，在Rate your music上，这张专辑单论分数是所有专辑中最高的，在综合评价中，排名为#Live 1，#Overall 43）。
佐藤的离去十分的突然，甚至他们的唱片公司Polydor早已经安排在他去世后的第二天发行两张合辑。《Fishmans 1991–1994 Singles & More》，是他们在Media Remoras时的创作合辑，于3月17日发行，还有《The Three Birds & More Feelings》，是由川村健介录制的乐队的MV的VHS合辑（后来重新压制成DVD）。
过了不久，6月30日，发行，收录了许多Fishmans在Polydor时代的歌曲，以及Sore wa Tada no Kibun sa（それはただの気分さ）的未发行Demo，这是Fishmans在佐藤去世前正在创作的歌曲。接下来的一个月，茂木欣一得到了柏原让, Honzi, Darts以及前成员Hakase-Sun和小嶋謙介的支持，并以Fishmans的名义在日本举行了一场名为“Fishmans-teki Kumiai” 的三场演出。
由于失去了主唱和作曲，走进21世纪对Fishmans来说十分困难。2000年10月25日，现场录像合辑《记忆的增大》发行，收录了许多Fishmans多年现场的罕见录像。下个月，乐队原成员在Shinjuku Liquid举行了一个现场演出，现场的乐队会和播放Fishmans的视频同步演奏（其中有柏原作鼓手）。该活动于2001年4月在名古屋和大阪几度举行，宣传合辑的发行。
在佐藤去世后，茂木欣一开始担任Tokyo Ska Paradise Orchestra的替身鼓手，该乐团原来的鼓手去世的时间与佐藤相近。后来他成为了该乐团的正式成员，担任鼓手和主唱。柏原让原本打算放弃音乐行业，但最终还是与Yusuke Oya（前LabLife成员）联手组建了Polaris，他们音乐中太空摇滚式和dub式的曲目与Fishmans在90年代末的创作十分相似。柏原和Kashiwabara后来都与Tokyo Ska Paradise Orchestra的Takashi Kato和Losalios组成了摇滚乐队So Many Tears，他们的音乐相比Fishmans的类dub的音乐更倾向于独立摇滚和另类摇滚的创作。

### 2004–至今: 重生
即使在佐藤英年早逝之后，Fishmans的知名度仍在继续增长。2004年，一张向Fishmans致敬的专辑Sweet Dreams for Fishmans发行，包括OOIOO、Bonobos和UA等不同艺人的翻唱。之后，也即2005年，合辑Kūchū和Uchū相继发行。合辑包括Fishmans最棒的一些作品，包括A Piece of Future，一首长达10分钟的后摇滚乐曲，只由Fishmans现场表演过。这首歌后来被一个名为Fishmans+的致敬项目重新混音，而这个项目的成员包括Cornelius、Ryuichi Sakamoto和许多其他的日本艺人，以及大部分Fishmans的原成员。
2005年11月22日，Fishmans的原成员以在Rising Sun Rock Festival的现场表演向他们的歌迷和Shinji Sato致敬。表演持续了三个半小时，并且有许多艺人客串。次月，在涩谷举办了一个由多位艺术家参与的艺术展The Long Season Rewind。同月，现场合辑いかれたBaby / 感謝(驚) / Weather Report发行，收录了三首由ZAK提供的由现场重混的歌曲。
2006年，The Long Season Revue发行了DVD（由川村健介导演），其中包含了前一年11月22日Fishmans的致敬音乐会的完整现场视频，包括Long Season的完整表演，但却不知为何，它没有出现在The Long Season Revue中。这段现场视频最初只在电影院里放映，出镜的人是乐队的原班人马，还有一些嘉宾，如UA、Asa-Chang、Hanaregumi、Oki Yuichi（Tokyo Ska Paradise Orchestra成员）和Clammbon的Ikuko Harada。在这些音乐会之后，Honzi，Fishmans的密友于2007年去世。
自2006年以来，乐队不时在音乐节上进行演出。2011年5月3日，Fishmans在Hibiya Nozon举办了一场长达3小时的致敬音乐会，由Kampsite TV（一家日本互联网广播公司，为日本的独立音乐、音乐视频和其他视频制作提供服务）录制并发行DVD，与2007年录制的Fishmans Space Shower电视集类似。这张DVD被命名为Live 2011/5.3 at Hibiya Open-Air Concert Hall "A Piece of Future"。2016年，该团体在名古屋、东京和大阪举行了3场演出，由一些原乐队成员和嘉宾操办。最近一次是在2019年2月，Fishmans与日本爵士摇滚乐队cero在东京Zepp进行现场合作，这也是Fishmans20年来首次来到这里。这场演出和Fishmans在2012年与日本J-pop团体Sakanaction录制的现场表演也有相似之处。
2018年8月，Fishmans的所有歌曲都上传到了Spotify、iTunes和YouTube，并可以免费播放。虽然还有许多遗留的乐曲片段仍然不为人知，但这已经大大地扩大了Fishmans的粉丝圈，特别是在大洋彼岸的北美和欧洲。

## 主要成员
- 佐藤 伸治 – 人声, 吉他, 小号(1987–1999; 1999年去世)
- 茂木 欣一 – 鼓, 采样器, 和声 (1987–1999, 2005–至今)
- 柏原 让 – 贝斯 (1988–1998, 1999, 2005–现在)
- Hakase-Sun – 键盘 (1990–1995, 1999, 2005–现在)
- 小嶋 謙介 – 吉他, 和声 (1987–1994, 1999)

### 合作伙伴
- 关口 道生 – 吉他 (1996–1999)
- Honzi – 键盘, 小提琴, 风琴, 和声 (1995–1999; 2007年去世)
- ZAK – 制作, 混音 (1995–1999)
- 木暮 晋也 – 吉他 (1995–1999)

## 作品

### 录音室专辑
- Chappie, Don't Cry (1991, Media Remoras)
- King Master George (1992, Media Remoras)
- Neo Yankees' Holiday (1993, Media Remoras)
- Orange (1994, Media Remoras) #97 Oricon
- Aerial Camp (1996, Polydor) #88 Oricon
- Long Season (1996, Polydor) #100 Oricon
- Uchū Nippon Setagaya (1997, Polydor) #121 Oricon

### 迷你专辑
- Corduroy's Mood (1991)
- I Dub Fish (2016)

### 现场
- Oh! Mountain (1995, Media Remoras)
- 若いながらも歴史あり 96.3.2@新宿Liquid Room (2021, Universal Music Group)
- Long Season '96～7 96.12.26 Akasaka Blitz (2016, Polydor)
- 8月の現状 (1998, Polydor)
- 98.12.28 男達の別れ (1999, Polydor)

### 精选集（合辑）
- Fishmans 1991–1994 Singles & More (1999, Pony Canyon)
- Aloha Polydor (1999, Polydor)
- 宇宙 ベスト・オブ・フィッシュマンズ (2005, Polydor)
- 空中 ベスト・オブ・フィッシュマンズ (2005, Polydor)
- Fishmans Rock Festival (2007) (vinyl box set of all Polydor-era releases)
- Golden Best Fishmans: Polydor Years (2012, Universal)
- Go Go Round This World! ~ Fishmans 25th Anniversary Record Box (2016) (vinyl box set of all Media Remoras-era releases)
- BLUE SUMMER ~Selected Tracks 1991–1995~ (2018, Pony Canyon)
- Night Cruising 2018 (2018, Universal)

### 单曲
| ● ひこうき (1991) |                |      |
| \| 曲序 \| 曲目 \| 时长 \| \| ---- \| -------------- \| ---- \| \| 1. \| ひこうき \| 5:06 \| \| 2. \| Little Flapper \| 4:59 \| |                |      |
| 曲序 | 曲目           | 时长 |
| 1. | ひこうき       | 5:06 |
| 2. | Little Flapper | 4:59 |

| ● いなごが飛んでる (1991) |                  |      |
| \| 曲序 \| 曲目 \| 时长 \| \| ---- \| ---------------- \| ---- \| \| 1. \| いなごが飛んでる \| 3:42 \| \| 2. \| It's Be Alright \| 5:00 \| |                  |      |
| 曲序 | 曲目             | 时长 |
| 1. | いなごが飛んでる | 3:42 |
| 2. | It's Be Alright  | 5:00 |

| ● 100ミリちょっとの (1992) |                                       |      |
| \| 曲序 \| 曲目 \| 时长 \| \| ---- \| ------------------------------------- \| ---- \| \| 1. \| 100ミリちょっとの \| 4:03 \| \| 2. \| あの娘が眠ってる (P.W.M.ヴァージョン) \| 3:59 \| |                                       |      |
| 曲序 | 曲目                                  | 时长 |
| 1. | 100ミリちょっとの                     | 4:03 |
| 2. | あの娘が眠ってる (P.W.M.ヴァージョン) | 3:59 |

| ● Walkin' (1993) |                                    |      |
| \| 曲序 \| 曲目 \| 时长 \| \| ---- \| ---------------------------------- \| ---- \| \| 1. \| Walkin' \| 5:18 \| \| 2. \| 青空のように \| 2:34 \| \| 3. \| いなごが飛んでる (Tokyo Tower Mix) \| 3:42 \| |                                    |      |
| 曲序 | 曲目                               | 时长 |
| 1. | Walkin'                            | 5:18 |
| 2. | 青空のように                       | 2:34 |
| 3. | いなごが飛んでる (Tokyo Tower Mix) | 3:42 |

| ● いかれたBaby (1993) |                    |      |
| \| 曲序 \| 曲目 \| 时长 \| \| ---- \| ------------------ \| ---- \| \| 1. \| いかれたBaby \| 4:50 \| \| 2. \| Blue Summer (Live) \| 6:05 \| |                    |      |
| 曲序 | 曲目               | 时长 |
| 1. | いかれたBaby       | 4:50 |
| 2. | Blue Summer (Live) | 6:05 |

| ● Go Go Round This World! (1994) |                                                            |      |
| \| 曲序 \| 曲目 \| 时长 \| \| ---- \| ---------------------------------------------------------- \| ---- \| \| 1. \| Go Go Round This World! \| 3:38 \| \| 2. \| Smilin' Days, Summer Holiday (Kick the Space Echo Session) \| 7:15 \| \| 3. \| Go Go Round This World! (Naked Funk Mix) \| 3:34 \| \| 4. \| Future (Remix) \| 4:45 \| |                                                            |      |
| 曲序 | 曲目                                                       | 时长 |
| 1. | Go Go Round This World!                                    | 3:38 |
| 2. | Smilin' Days, Summer Holiday (Kick the Space Echo Session) | 7:15 |
| 3. | Go Go Round This World! (Naked Funk Mix)                   | 3:34 |
| 4. | Future (Remix)                                             | 4:45 |

| ● My Life (1994) |                       |      |
| \| 曲序 \| 曲目 \| 时长 \| \| ---- \| --------------------- \| ---- \| \| 1. \| My Life \| 3:50 \| \| 2. \| 救われる気持ち (Live) \| 3:55 \| |                       |      |
| 曲序 | 曲目                  | 时长 |
| 1. | My Life               | 3:50 |
| 2. | 救われる気持ち (Live) | 3:55 |

| ● Melody (1994) |                    |      |
| \| 曲序 \| 曲目 \| 时长 \| \| ---- \| ------------------ \| ---- \| \| 1. \| Melody \| 5:18 \| \| 2. \| 静かな朝 \| 5:55 \| \| 3. \| オアシスへようこそ \| 6:27 \| \| 4. \| Wedding Baby \| 4:19 \| |                    |      |
| 曲序 | 曲目               | 时长 |
| 1. | Melody             | 5:18 |
| 2. | 静かな朝           | 5:55 |
| 3. | オアシスへようこそ | 6:27 |
| 4. | Wedding Baby       | 4:19 |

| ● ナイト クルージング (1995) |                                  |      |
| \| 曲序 \| 曲目 \| 时长 \| \| ---- \| -------------------------------- \| ---- \| \| 1. \| ナイト クルージング \| 6:02 \| \| 2. \| ナイト クルージング (Plasma Mix) \| 7:39 \| |                                  |      |
| 曲序 | 曲目                             | 时长 |
| 1. | ナイト クルージング              | 6:02 |
| 2. | ナイト クルージング (Plasma Mix) | 7:39 |

| ● Baby Blue (1996) |                             |      |
| \| 曲序 \| 曲目 \| 时长 \| \| ---- \| --------------------------- \| ---- \| \| 1. \| Baby Blue \| 6:08 \| \| 2. \| Sunny Blue (Hicksville Mix) \| 3:46 \| |                             |      |
| 曲序 | 曲目                        | 时长 |
| 1. | Baby Blue                   | 6:08 |
| 2. | Sunny Blue (Hicksville Mix) | 3:46 |

| ● Season (1996) |            |      |
| \| 曲序 \| 曲目 \| 时长 \| \| ---- \| ---------- \| ---- \| \| 1. \| Season \| 5:44 \| \| 2. \| I Dub Fish \| 7:08 \| |            |      |
| 曲序 | 曲目       | 时长 |
| 1. | Season     | 5:44 |
| 2. | I Dub Fish | 7:08 |

| ● Magic Love (1997) |                    |      |
| \| 曲序 \| 曲目 \| 时长 \| \| ---- \| ------------------ \| ---- \| \| 1. \| Magic Love \| 4:56 \| \| 2. \| Magic Love (Remix) \| 3:44 \| |                    |      |
| 曲序 | 曲目               | 时长 |
| 1. | Magic Love         | 4:56 |
| 2. | Magic Love (Remix) | 3:44 |

| ● Walking in the Rhythm (1997) |                                                |       |
| \| 曲序 \| 曲目 \| 时长 \| \| ---- \| ---------------------------------------------- \| ----- \| \| 1. \| Walking in the Rhythm (Prototype Mix) \| 4:49 \| \| 2. \| Walking in the Rhythm (Hang-Glider Mix) \| 10:04 \| \| 3. \| Walking in the Rhythm (Shinjuku-Version 2 Mix) \| 14:42 \| \| 4. \| Walking in the Rhythm (Reprise Mix) \| 7:44 \| |                                                |       |
| 曲序 | 曲目                                           | 时长  |
| 1. | Walking in the Rhythm (Prototype Mix)          | 4:49  |
| 2. | Walking in the Rhythm (Hang-Glider Mix)        | 10:04 |
| 3. | Walking in the Rhythm (Shinjuku-Version 2 Mix) | 14:42 |
| 4. | Walking in the Rhythm (Reprise Mix)            | 7:44  |

| ● ゆらめき in the Air (1998) |                                                       |       |
| \| 曲序 \| 曲目 \| 时长 \| \| ---- \| ----------------------------------------------------- \| ----- \| \| 1. \| ゆらめき in the Air \| 13:31 \| \| 2. \| ゆらめき in the Air (Backing Track) [Vinyl Exclusive] \| 13:31 \| |                                                       |       |
| 曲序 | 曲目                                                  | 时长  |
| 1. | ゆらめき in the Air                                   | 13:31 |
| 2. | ゆらめき in the Air (Backing Track) [Vinyl Exclusive] | 13:31 |

| ● いかれたBaby / 感謝(驚) / Weather Report (2005) |                |       |
| \| 曲序 \| 曲目 \| 时长 \| \| ---- \| -------------- \| ----- \| \| 1. \| いかれたBaby \| 5:45 \| \| 2. \| 感謝(驚) \| 7:15 \| \| 3. \| Weather Report \| 11:28 \| |                |       |
| 曲序 | 曲目           | 时长  |
| 1. | いかれたBaby   | 5:45  |
| 2. | 感謝(驚)       | 7:15  |
| 3. | Weather Report | 11:28 |

| ● Seasons (Life) (2006) |             |       |
| \| 曲序 \| 曲目 \| 时长 \| \| ---- \| ----------- \| ----- \| \| 1. \| Season \| 5:44 \| \| 2. \| I Dub Fish \| 7:13 \| \| 3. \| Long Season \| 10:18 \| |             |       |
| 曲序 | 曲目        | 时长  |
| 1. | Season      | 5:44  |
| 2. | I Dub Fish  | 7:13  |
| 3. | Long Season | 10:18 |

### 现场录像
- The Three Birds & More Feelings (2000, Polydor) (由川村 健介导演)
- 記憶の増大 (2000, Polydor) (由川村 健介导演)
- 若いながらも歴史あり96.3.2 @ 新宿 Liquid Room (11/09/2005) (由川村 健介导演)
- 男達の別れ 98.12.28 @ 赤坂 Blitz (2005, Universal Music Japan) (由川村 健介导演)
- The Long Season Revue (2006, Pony Canyon) (由川村 健介导演)
- Fishmans in Space Shower TV: Episode.1 (2007)
- Fishmans in Space Shower TV: Episode.2 (2007)
- Fishmans in Space Shower TV: Episode.3 (2007)
- Live 2011/5.3 At Hibiya Open-Air Concert Hall "A Piece of Future" (2012, kampsite) (由川村 健介导演)

### MV
- Night Cruising「ナイトクルージング」 (1995, Polydor) (由川村 健介导演)
- Slow Days (1995, Polydor) (由川村 健介导演)
- Baby Blue (1996, Polydor) (由川村 健介导演)
- SEASON (1996, Polydor) (由川村 健介导演)
- MAGIC LOVE (1997, Polydor) (由川村 健介导演)
- WALKING IN THE RHYTHM (1997, Polydor) (由川村 健介导演)
- Yurameki in the Air「ゆらめき in the Air」 (1998, Polydor) (由川村 健介导演)

### 纪录片(Space Shower TV)
- Nobody in Tokyo (Video Jingle for Space Shower TV, Japanese Music TV Channel) (1998) (由川村 健介导演)  YouTube （页面存档备份，存于）

## 外部連結
- 官方网站
- HMV Japan "Top 100 Japanese pops Artists" （页面存档备份，存于） (Japanese)
- Unofficial discography
- The Long Season Revue on bounce.com
- The Long Season Rewind